# Lobkowitzplatz
Der Lobkowitzplatz ist ein Platz im 1. Gemeindebezirk Innere Stadt in Wien.

## Geschichte
Der Platz besteht zumindest seit dem 13. Jahrhundert; ursprünglich erstreckte er sich auch über Teile des Augustinerplatzes und der Augustinerstraße und erhielt 1862 seine heutige Fläche. Bis 1675 wurde hier der Schweinemarkt abgehalten, weshalb der Platz bis 1716 Schweinemarkt hieß. Seit 1303 war er im Osten vom Clarissinnenkloster St. Clara begrenzt, in dem später das Bürgerspital untergebracht war. Von 1716 bis etwa 1850 hieß der Platz daher Spitalsplatz; es gab aber auch Bezeichnungen wie Roßmarkt oder Angesetzte Schutt. Seit 1862 ist er nach dem an der Westseite gelegenen Palais Lobkowitz bzw. dem gleichnamigen Adelsgeschlecht Lobkowitzplatz benannt. Bis 1880 wurde auf dem Platz ein offener Markt abgehalten.
Zeitweise befand sich auf dem Platz eine Richtstätte. So wurden hier am 11. Juli 1408 der Wiener Bürgermeister Konrad Vorlauf sowie die Ratsherren Hanns Rockh und Konrad Ramperstorffer enthauptet.

## Beschreibung
Der längliche (ca. 68 × 20 m), annähernd rechteckige Platz ist in nordöstlicher Richtung ausgerichtet. Zur Augustinerstraße am Südende hin ist der Platz weit geöffnet, während er nach Norden in die enge Spiegelgasse übergeht. Die Längsseiten werden jeweils von einem einzigen Gebäude (dem Miethaus Nr. 1 im Osten und dem Palais Lobkowitz im Westen) eingenommen. Zwischen den breiten Gehsteigen sind Parkflächen und ein Fahrstreifen in Einbahnführung von der Augustinerstraße zur Spiegelgasse angeordnet.
Über den Lobkowitzplatz und durch die anschließende Spiegelgasse verkehrt die städtische Autobuslinie 2A in Fahrtrichtung Schwedenplatz.

### Lobkowitzplatz 1

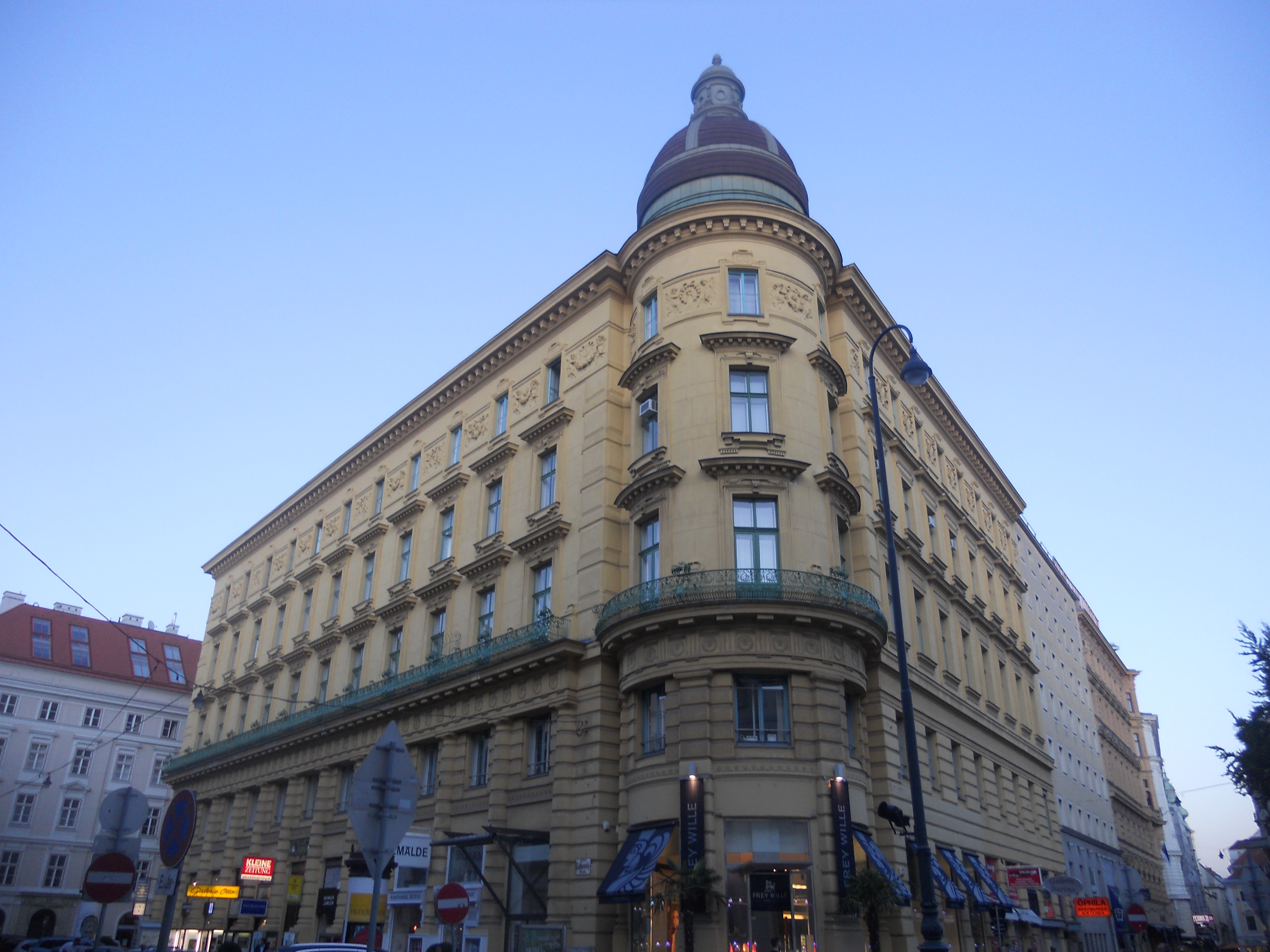
Lobkowitzplatz 1

An der Stelle dieses Gebäudes stand früher das Clarakloster bzw. das nach 1529 im Klostergebäude untergebrachte Bürgerspital. Unter Joseph II. wurde das Spital geschlossen und an seiner Stelle das Bürgerspitalzinshaus errichtet. Dieses wurde ab 1873 abgerissen.
Von 1884 bis 1885 entstand auf dem Grundstück ein monumentales strenghistoristisches Miethaus, ein Frühwerk des Architekten Otto Wagner. Es steht an drei Seiten frei (Identanschriften: Gluckgasse 5, Führichgasse 12). Die südwestliche Ecke (Lobkowitzplatz und Führichgasse) ist durch einen Eckrundturm mit Kuppelbekrönung betont. Die Fassade zum Lobkowitzplatz ist als hoher Sockel mit kolonnadenartigen vorgeblendeten gebänderten toskanischen Riesenhalbsäulen mit dorischem Fries gestaltet und durch einen durchlaufenden Balkon mit Schmiedeeisengitter abgeschlossen. In den Obergeschoßen sitzen additiv gereihte gerade verdachte Fenster; zwischen den Fenstern des dritten Obergeschoßes verläuft ein Puttenfries. Den Abschluss bildet ein Konsolgesims.

### Lobkowitzplatz 2

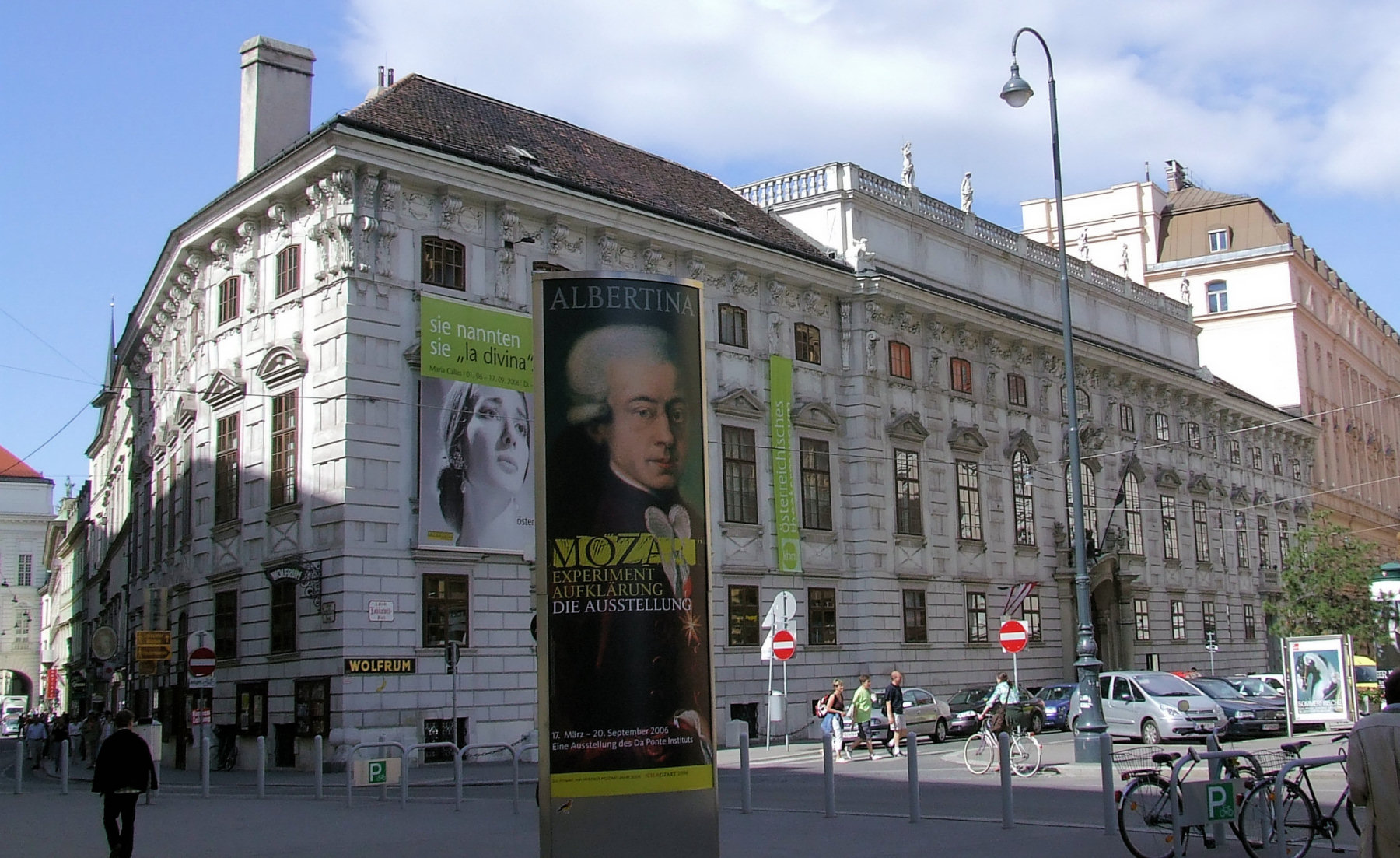
Palais Lobkowitz

Das hochbarocke Palais wurde von 1689 bis 1694 für Philipp Sigmund Graf Dietrichstein nach einem Entwurf von Giovanni Pietro Tencalla an Stelle von Gebäuden errichtet, die schon auf das 14. Jahrhundert zurück datierten. Zwischen 1709 und 1711 wurde das Gebäude durch Errichtung des markanten Hauptportals und Hervorhebung des Mittelteils durch eine Balusterattika und (inzwischen zerstörte) Reliefs (durch Johann Bernhard Fischer von Erlach) verändert. Über mehrere Erbgänge und Veräußerungen gelangte das Palais schließlich an Ferdinand Philipp Fürst Lobkowitz.

### Lobkowitzplatz 3

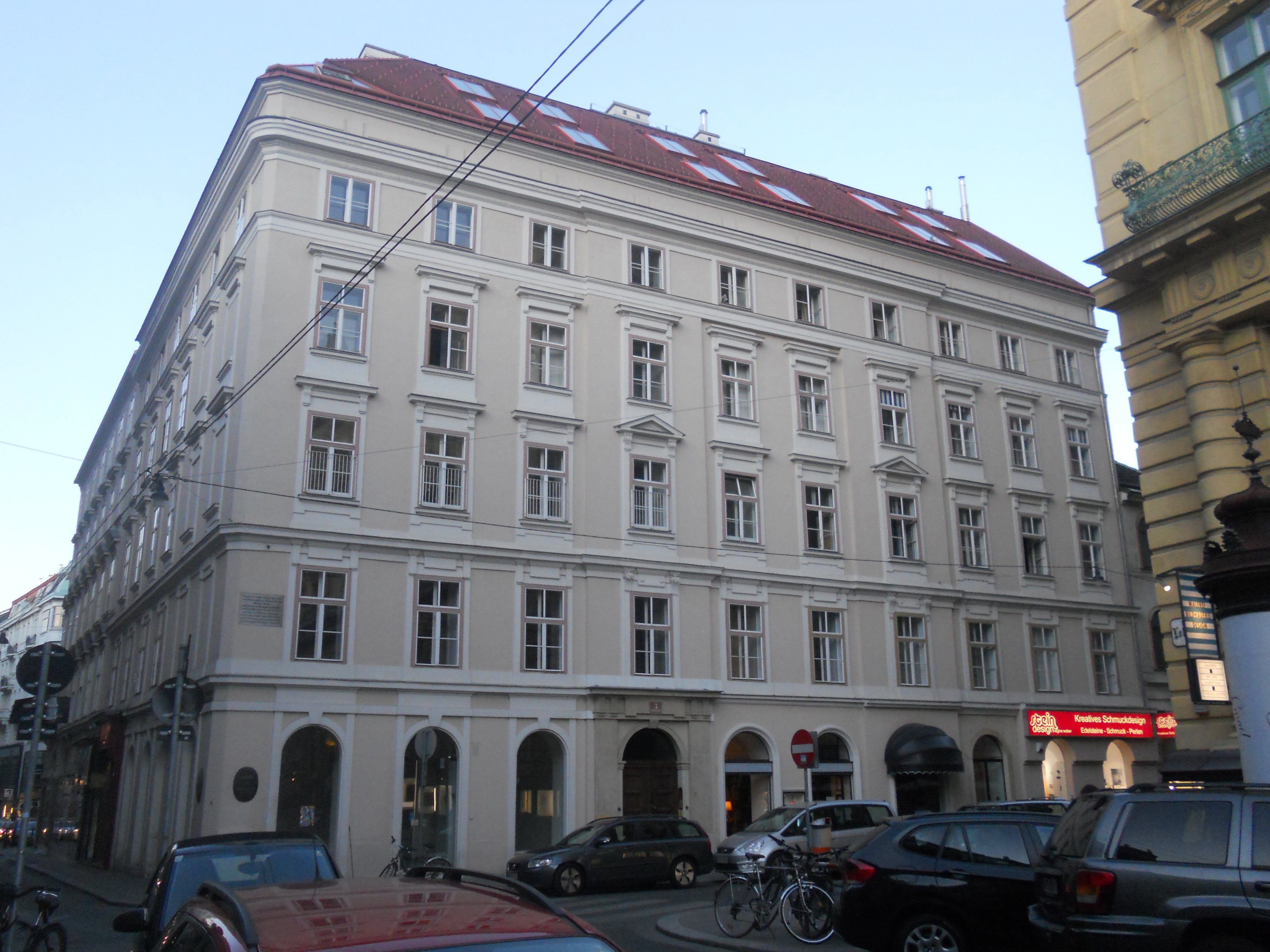
Lobkowitzplatz 3

Nach Aufhebung des Kapuzinerklosters unter Joseph II. entstand im ehemaligen Garten an der Ecke Spiegelgasse und Gluckgasse von 1786 bis 1787 nach Plänen von Leopold Grossmann ein Zinshaus im Plattenstil. Der Sockel weist gerahmte Rundbögen auf. Darüber ist die Fassade durch Gesimse gegliedert und mit gerade verdachten Fenstern mit Plattendekor gestaltet. Ein flacher Mittelrisalit mit betonten Seitenachsen nimmt ein Rundbogenportal mit Triglyphenfries auf.
Eine Gedenktafel erinnert an die Hinrichtung von Konrad Vorlauf, Hanns Rockh und Konrad Ramperstorffer.